# Fischbach, Luzern
Fischbach är en ort och kommun i distriktet Willisau i kantonen Luzern, Schweiz. Kommunen har 731 invånare (2023).